# Dotalabrus alleni
Dotalabrus alleni, thường được gọi là cá bàng chài cầu vồng, là một loài cá biển thuộc chi Dotalabrus trong họ Cá bàng chài. Loài này được mô tả lần đầu tiên vào năm 1988.

## Phân bố và môi trường sống
D. alleni có phạm vi phân bố giới hạn trong vùng biển phía nam bang Tây Úc, trải dài từ quần đảo Recherche đến đảo Rottnest. D. alleni sống xung quanh các rạn san hô và đá ngầm ở độ sâu khoảng 1 – 15 m.

## Mô tả
D. alleni trưởng thành dài khoảng 8,5 cm và là loài lưỡng tính. Cá con và cá mái (giai đoạn đầu) có màu vàng lục hoặc lục sẫm với những vạch đen không liền nhau ở trên thân. Có các vệt màu xanh quanh mắt và một đốm đen ở phía sau vây lưng và vây hậu môn. Các vây trong suốt. Cá đực có màu vàng đỏ hoặc vàng lục với 4 đốm đen ở mỗi bên gần đuôi, bao quanh là một khoảng màu vàng. Có các vệt màu ngọc lam quanh mắt. Bụng có dải sọc trắng. Vây có các dải sọc.
Số ngạnh ở vây lưng: 9; Số vây tia mềm ở vây lưng: 10 - 11; Số ngạnh ở vây hậu môn: 3; Số vây tia mềm ở vây hậu môn: 10 - 11; Số vây tia mềm ở vây ngực: 10; Số ngạnh ở vây lưng: 1; Số vây tia mềm ở vây lưng: 5.
Thức ăn của D. alleni là rong tảo và các động vật không xương sống nhỏ. D. alleni thường bơi thành các nhóm nhỏ, gồm nhiều con cái và một con đực thống trị "hậu cung".